# Hervormde kerk (Schoondijke)

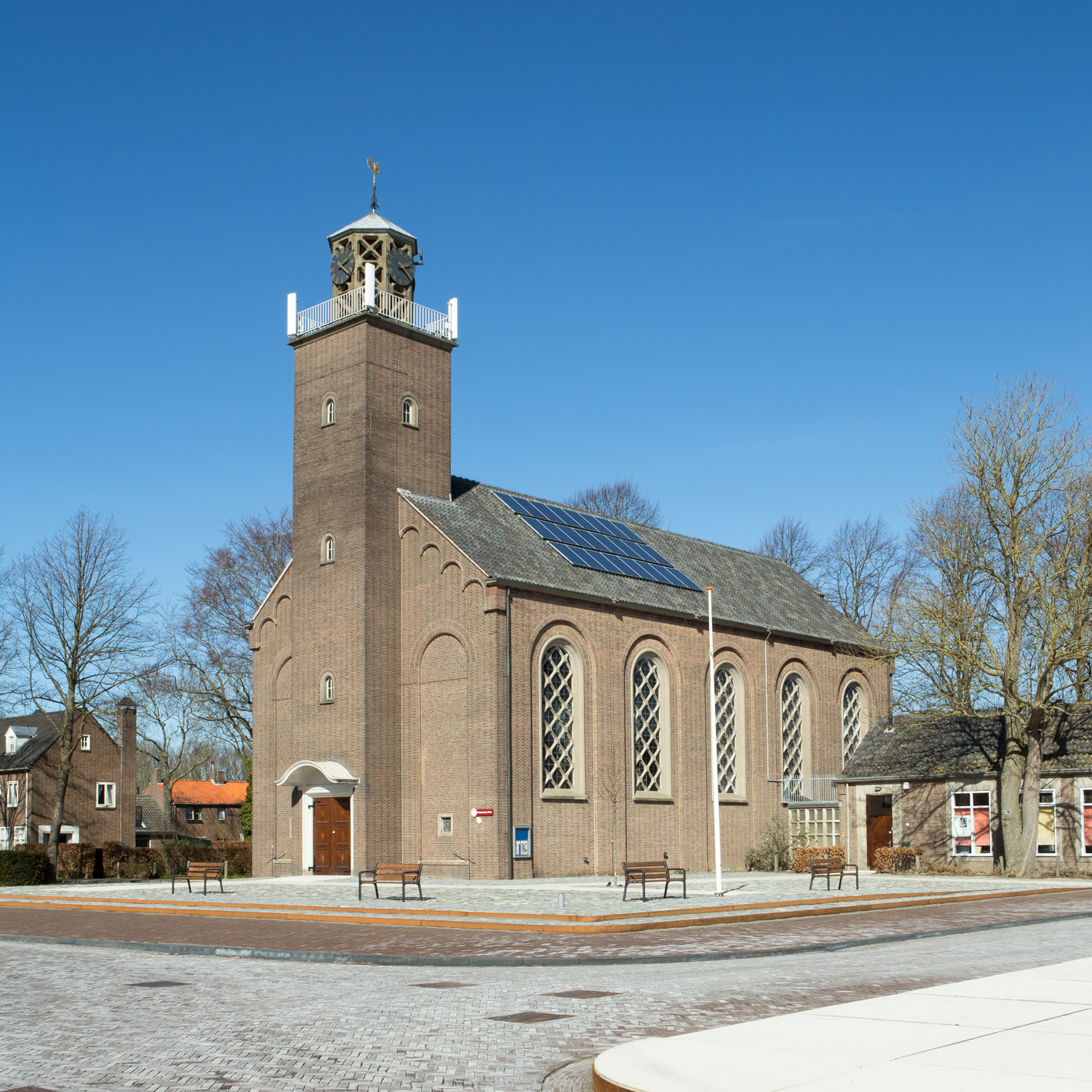
De huidige hervormde kerk.

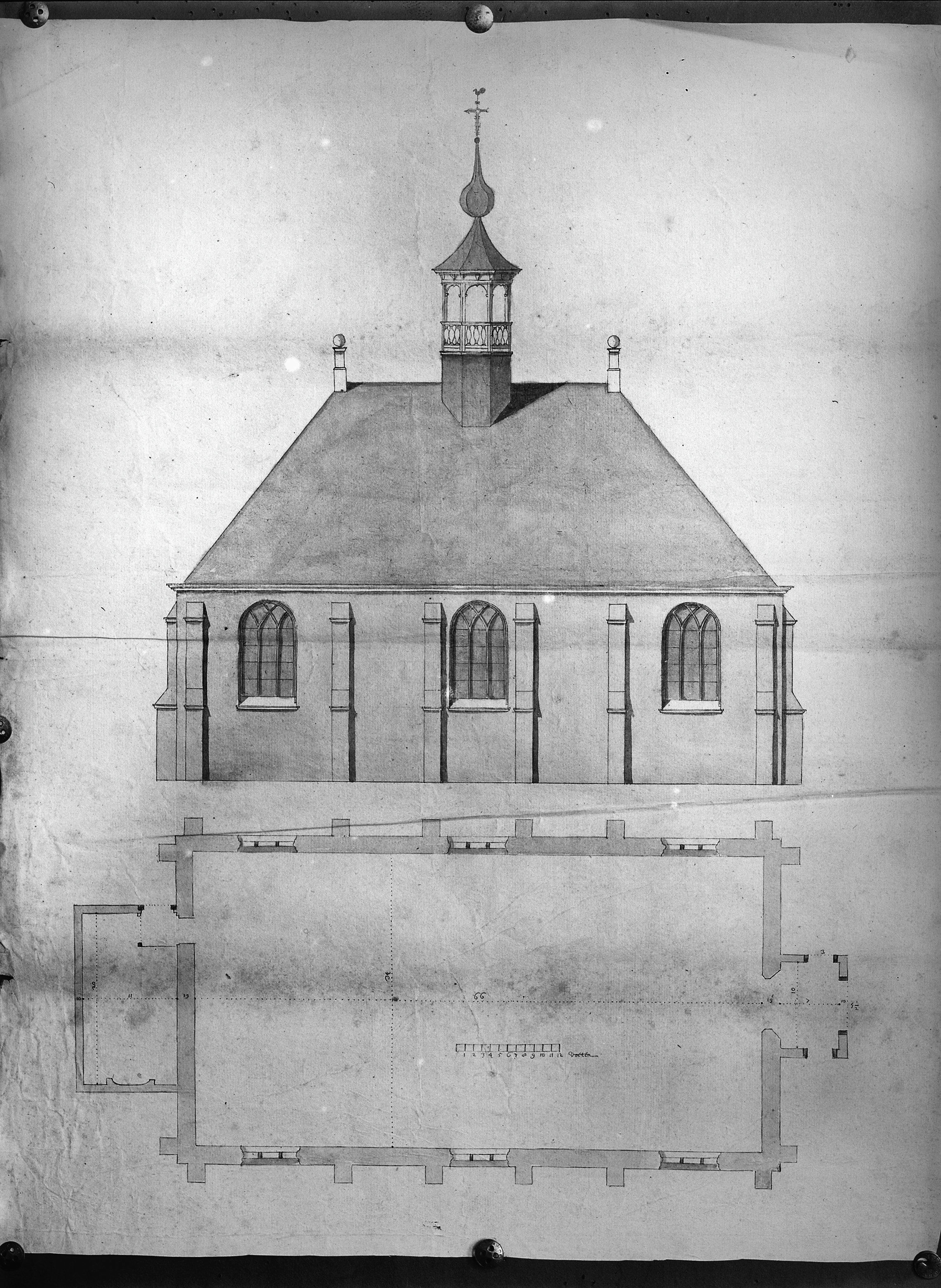
De voormalige hervormde kerk.

De Hervormde kerk is de protestantse kerk van het in de Nederlandse gemeente Sluis gelegen dorp Schoondijke, gelegen aan Dorpsstraat 37.

## Geschiedenis
Het dorp Schoondijke kende sinds 1656 een hervormde kerk, en dit betrof een zaalkerkje op rechthoekige plattegrond, gedekt door een hoog tentdak waarop zich in het midden een achtkante dakruiter met uivormige spits bevond. Tijdens de bombardementen in het kader van de Slag om de Schelde eind 1944 werd dit kerkje verwoest.
Een nieuwe kerk, naar ontwerp van Adolph Eibink, kwam tot stand in 1950. Het is een bakstenen kerk en voorbeeld van wederopbouwarchitectuur. De vierkante, halfingebouwde, toren heeft een achthoekige lantaarn, voorzien van een tentdak.
De kerk heeft een Flentrop-orgel van 1951.

## Anderstalige diensten
De kerk staat ook in dienst van het toerisme: In het toeristenseizoen worden er namelijk diensten in het Engels (Presbyteriaans), in het Duits (Evangelisch-Luthers) en in het Frans (Église protestante) gehouden.